# Çüngüş (district)
Çüngüş is een Turks district in de provincie Diyarbakır en telt 13.971 inwoners (2007). Het district heeft een oppervlakte van 470,0 km².
De bevolkingsontwikkeling van het district is weergegeven in onderstaande tabel.
| 1997   | 2000   | 2007   |
| ------ | ------ | ------ |
| 15.154 | 15.521 | 13.971 |